# Wydział Filozoficzny Uniwersytetu Katolickiego w Rużomberku
Wydział Filozoficzny Uniwersytetu Katolickiego w Rużomberku został założony 1 czerwca 2000 roku. Obecnie (2012) dziekanem wydziału jest Marian Kuna.

## Katedry wydziału[3]
- Katedra języka angielskiego i literatury
- Katedra filozofii
- Katedra germanistyki
- Katedra historii
- Katedra politologii
- Katedra psychologii
- Katedra religioznawstwa i edukacji religijnej
- Katedra języka słowackiego i literatury
- Katedra dziennikarstwa